# 戴維森 (印第安納州)
戴維森（英語：Davidson）是位於美國印地安納州哈里森縣的一個非建制地區。該地的面積和人口皆未知。